# Рожер Мачаду
Рожер Мачаду Маркис е бивш бразилски футболист. Играе като защитник.

## Национален отбор
Записал е и 1 мач за националния отбор на Бразилия.
След кариерата си на футболист работи като треньор. Настоящ треньор на „Палмейрас“.
| Бразилия | Бразилия | Бразилия |
| Година   | Мачове   | Голове   |
| -------- | -------- | -------- |
| 2001     | 1        | 0        |
| Общо     | 1        | 0        |